# 上農理
上農 理（うえの おさむ、1985年11月9日 - ）は、日本の歌手、シンガーソングライター。
活動名は、LEE
ポップバンドSHIROST（シロスト）のボーカル、アコースティックギター担当。熊本県熊本市出身。

・公式HP https://www.shirost.com/bio
・各種リンク https://lit.link/shirost
・TikTok https://www.tiktok.com/@shirost555
| スタブアイコン | サブスタブ | この項目は、まだ閲覧者の調べものの参照としては役立たない、歌手に関連した書きかけの項目です。この項目を加筆・訂正などしてくださる協力者を求めています（P:音楽/PJ:芸能人）。 |